# Lostprophets
A Lostprophets 1997-ben alakult egy dél-walesi kisvárosban, Pontypriddben. Több demo albumot, négy stúdióalbumot és tizenegy kislemezt készítettek. Első albumuk, a Thefakesoundofprogresst kevesebb mint két hét alatt, 4000 fontból vették fel és demonstrációs célra szánták. Később újra felvették és újra kiadták a Columbia Records szárnyai alatt az Amerikai Egyesült Államokban, habár az Egyesült Királyságban továbbra is a Visible Noise volt a kiadójuk. 2004-ben kiadták Start Something című albumukat, majd 2006-ban a Liberation Transmission címűt. Mindkettő üzleti és szakmai siker lett. Nem kis várakozás után 2010-ben megjelent negyedik lemezük The Betrayed néven és két évre rá kiadták ötödik lemezüket is, ami Weapons néven debütált.

## Története
Első albumuk, a Fake Sound Of Progress nagy sikereket ért el Nagy-Britanniában, bár ez még egy kisebb kiadónál készült el 2000-ben. Ezután a Sonyhoz kerültek, ahol újrakeverték a lemez anyagát New York-i és walesi stúdiókban. A kisvárosi hatos elindult a siker útján. 2001-ben megnyerték a Kerrang Awards díját a legjobb brit újonc kategóriában, 2002-ben az NME legjobb új metálegyüttese kategóriában. Még ebben az évben zsebelték meg a Welsh Music Awards legjobb albumáért és kislemezéért járó díjat.
2003-ban kisebb hallgatás következett, ez idő alatt vették fel 2. albumukat, a Start Something-ot. A producerük Eric Valentine, akinek a neve a Good Charlotte és a Queens of the Stoneage kapcsán lehet ismerős.
2004-ben jelent meg ez az album, mely elődjénél is nagyobb sikereket és áttörést hozott a walesi rockereknek. Most pedig Los Angelesben dolgoznak következő albumukon, ami remélhetőleg felülmúlja az előzőeket.
2005 júniusában jött a hír, miszerint Mike Chiplin kivált a csapatból. Emiatt a stúdiómunkálatok valószínűleg késnek, az új album megjelenése pedig várhatóan 2006 elejére tehető.
Az új dobos a mindössze 18 éves Ilan Rubin, a Denver Harbor dobosa, akit Travis Barker /Blink 182/ tanított. 2 számot dobolt fel a Lostprophets 3. albumára: For all these times, Everybody's screaming!!! A többi dal Josh Freese stúdiódobosnak köszönhető.
Nem tudni biztosan, hogy Ilan végleg marad-e de Mike Lewis fenomenális dobosnak tartja és a srácok szeretnék ha továbbra is velük maradna.
2008-ban turnézott a zenekar. Megfordultak többek között Download fesztiválon, melyen nagy sztárokkal egy színpadon léptek fel. Fellépéseik: Rock Am Ring és Rock Im Park fesztiválon is sikert arattak. Zenekar elkezdett dolgoznia 4. nagylemezen.
2009 Az új lemezről It's Not the End of the World But I Can See It from Here című nóta jelent meg elsőként. Klip is készült belőle, ez volt az első az új albumról. Később az angol toplista 16. helyén kezdett októberben. A zenekar koncertezett folyamatosan nyáron fesztiválok őszi-téli időkben csarnokos turnék folytak.
2010 Négy év után megjelent az új album a The Betrayed. A The Betrayedről január 4-én egy újabb dal látott nap világot még az album megjelenése előtt Where We Belong, mely líraira sikeredett. A zenekar a The Betrayed lemezzel turnézni indult hazájukban, mely nagy sikernek örvendett. Meghódítják idén Japánt és Ausztráliát is az új lemezük reklámozásával. Nyáron pedig újból fesztiválok világába vetik bele magukat. Leedsbe és Reading-be biztosan fellépnek évközepén.
2011 Készül a legújabb albumuk, már stúdiózási folyamatok zajlanak! 2011-es turnéjuk során Magyarországra is ellátogattak augusztusban.
2012. április 2-án az új album immár napvilágot látott, Weapons néven. Erről a lemezről már két videoklippet is forgattak: Bring 'Em Down és We Bring An Arsenal.
2013. október 1-én a zenekar a hivatalos facebook oldalán bejelentette hogy feloszlanak, miután a bíróság bebizonyította Ian Watkins bűnösségét az ellene indult gyermekmolesztálási ügy kapcsán. A zenekar pályafutása közel 16 év után véget ért. Watkinsot 35 évre ítélték.

## Tagjai
A srácok csupán kedvtelésből kezdtek zenélni, majd néhány demót követően felfigyeltek rájuk és pozitív visszajelzéseket kaptak a szakmától.
Az együttesben voltak tagcserék, a végleges felállásban a következő maradt:
- Ian Watkins – ének (teljes nevén: Ian David Karslake Watkins, (Methyr, Wales, 1977. július 30.) hangszere: Sennheiser E835
- Lee Gaze – gitár (teljes nevén: Lee James Gaze, Pontypridd, Wales, 1975. május 21.) hangszerei: Fender Jazzmaster, Fender Telecaster)
- Mike Lewis – gitár (teljes nevén: Michael Richard Lewis, Pontypridd, Wales, 1977. augusztus 17.) hangszerei: Fender Telecaster Deluxe 73, Gibson Les Paul Standard Black, Gibson SG Standard Black
- Stu Richardson – basszusgitár (teljes nevén: Stuart Richardson, Ferndale, Wales, 1973. augusztus 15.)
- Luke Johnson – dobok (teljes nevén: Luke Anthony Johnson, Anglia, Egyesült Királyság, 1981. március 11.)
- Jamie Oliver - keyboards, synth, piano, turntables, samples, vocals (teljes nevén: Richard James Oliver, Pontypridd, Wales, 1975. július 16.)

## Nevük eredete
Egy Duran Duran koncertfelvétel kalózmásolata.
Ian eredetileg egy hardcore együttes, a Public Disturbance dobosa volt. Ugyanitt játszott Mike L is, kb 16 évesek voltak ekkor.

## Dalok, melyeket a Lostprophets feldolgozott
- View to a kill – Duran Duran
- Need you tonight – INXS
- Cry me a river – Justin Timberlake
- Shoulder to the wheel – Saves The Day
- Reptilia – The Strokes
- Boys don't cry – The Cure
- In the air tonight – Phil Collins

Sweet dreams my LA-ex – Rachel Stevens
A koncerteken a Destiny's Child-Bootylicious, Outkast- Ms. Jackson, Faith No More-We can a lot dalokat is előadják. The Prodigy-Omen című dalt is feldolgozták. Rihannától a Rude Boy-t és a Papa Roach Last Resort-ot is felújították.

## A Lostprophets Top 10-es listája 2003-as klipekből
1. Audioslave-Show me how to live
2. Good Charlotte-The Anthem
3. Jane's Addiction-Just Because
4. Iron Maiden-Rainmaker
5. Lostprophets-Burn Burn
6. Queens of the Stoneage-Go with the flow
7. Linkin Park-From the Inside
8. Funeral For A Friend-And she drive me to a daytime TV
9. Blink 182-Feeling this
10. AFI-Girls not grey